# Tetsuya Kakihara
Tetsuya Kakihara (jap. 柿原 徹也, Kakihara Tetsuya; * 24. Dezember 1982 in Düsseldorf, Deutschland) ist ein japanischer Seiyū und Sänger. Als Seiyū steht er bei der Agentur 81produce unter Vertrag, als Sänger beim Label Kiramune. Seit Juni 2013 ist er selbständig. In Deutschland aufgewachsen spricht er neben Japanisch auch fließend Deutsch und Englisch.

## Karriere
Kakihara machte 2002 seinen Abschluss an der Amusement Media Academy. 2007 erhielt er für seine Rolle als Mikoto Yutaka in der Serie Princess Princess gemeinsam mit Masakazu Morita, dem Seiyū von Ichigo Kurosaki aus der Anime-Fernsehserie zur Manga-Reihe Bleach, die Auszeichnung zum besten Nachwuchs-Seiyū der in dem Jahr zum ersten Mal verliehenen Seiyū-Awards.
Als Sänger hat Kakihara sein erstes Mini-Album still on Journey am 10. November 2010 veröffentlicht. Sein zweites Mini-Album Continuous wurde am 15. Februar 2012 veröffentlicht.

## Rollen (Auswahl)
| Produktion                                   | Rollenname                     |
| -------------------------------------------- | ------------------------------ |
| Amnesia                                      | Shin                           |
| Bleach                                       | Shinji Hirako, Ggio Vega       |
| Brave 10                                     | Sasuke Sarutobi                |
| C                                            | Kō Sennoza                     |
| Ao no Exorcist                               | Amaimon                        |
| Cross Game                                   | Mizuki Asami                   |
| Divine Gate                                  | Akane                          |
| Dog Days                                     | Gaul Galette Des Rois          |
| Dragonaut – The Resonance                    | Kazuki Tachibana               |
| Fairy Tail                                   | Natsu Dragonil/Dragneel        |
| Fairy Tail                                   | Jason                          |
| Faindā no Hyōteki                            | Akihito Takaba                 |
| Fullmetal Alchemist: Brotherhood             | Kain Fuery                     |
| Fushigiboshi no Futago Hime                  | Bright                         |
| Ga-Rei – Zero                                | Masaki Shindō                  |
| Hanasakeru Seishōnen                         | Toranosuke V Haga              |
| Kaichou wa Maid-sama                         | Ikuto Sarashina                |
| Kannagi                                      | Meguru Akiba                   |
| Kara no Kyōkai                               | Tomoe Enjō                     |
| Kowarekake no Orgel                          | Keiichirō                      |
| Kurogane no Linebarrel                       | Kōichi Hayase                  |
| Lilpri                                       | Wish                           |
| Log Horizon                                  | Rundelhaus                     |
| Magi: The Labyrinth of Magic                 | (Ren Kouha)                    |
| Magi: The Kingdom of Magic                   | (Ren Kouha)                    |
| Magical Girl Lyrical Nanoha A's              | (Lævateinn, Graf Eisen, Randy) |
| Minami-ke                                    | Fujioka                        |
| Mobile Suit Gundam Unicorn                   | Angelo Sauper                  |
| Moshidora                                    | Keiichirō Asano                |
| My-Otome 0~S.ifr~                            | Kid                            |
| Nabari no Ō                                  | Sōrō Katō                      |
| Nanbaka                                      | Uno (Nr. 1311)                 |
| Ozuma                                        | Sam Coyne                      |
| Princess Princess                            | Mikoto Yutaka                  |
| Prism Ark                                    | Hyaweh                         |
| Romeo × Juliette                             | Mercutio                       |
| Saint Seiya Omega                            | Ryūhō                          |
| Saint Seiya The Lost Canvas – Meiō Shinwa    | Pegasus Tenma                  |
| Sengoku Paradise Kiwami                      | Date Masamune                  |
| Teenage Mutant Ninja Turtles                 | Leonardo                       |
| Tengen Toppa Gurren-Lagann (inkl. Kinofilme) | Simon                          |
| Vexille – 2077 Nippon Sakoku                 | Taro                           |
| Zombie-Loan                                  | Lyca                           |
| Digimon Xros Wars                            | Ryouma                         |
| Final Fantasy XV                             | Prompto                        |

## Musik

### Mini-Alben
- 24. November 2010 still on Journey
- 15. Februar 2012 Continuous
- 13. März 2013 Call me

### Singles
- 6. Februar 2013  String of Pain
- 18. September 2013 Generations

Zudem ist Kakihara auf vielen Alben in Character-Songs vertreten.

## Anime Conventions
- Connichi 7. September 2007, als Synchronsprecher Gast in der Stadthalle Kassel in Kassel, Hessen.
- Otakon 27.–29. Juli 2012, als Synchronsprecher Gast im Baltimore Convention Center in Baltimore, Maryland, USA.[4]